# 張弘 (西晉)
張弘（？年—272年），西晉益州牙門將，後因畏懼胡衆而叛亂。

## 生平
西晉泰始八年（公元272年），汶山郡白馬胡部落侵掠附近其他蠻夷部落，皇甫晏欲討伐。典學從事蜀郡何旅等勸諫：「胡夷相殘，是他們的天性，不算是大患。今盛夏出軍，馬上就是雨季，必有疾疫，最好是到秋天之後再打算。」，皇甫晏不聽從勸告。胡康木子燒香言軍出必敗；皇甫晏認為這在打擊士氣，於是將其處斬。大軍行至觀阪，時任牙門將的張弘等覺得汶山道險又恐懼蠻夷勢力強大，於是趁夜作亂，殺害皇甫晏，軍中受驚擾，兵曹從事犍為楊倉力戰而死。張弘以"皇甫晏「率己共反」，故殺之"，誣陷皇甫晏謀反好讓自己脫罪，當時何攀正為母親守喪，於是到梁州上奏章以證明皇甫晏沒有謀反。
張弘放縱士卒，到處搶劫。廣漢的主簿李毅認為「皇甫晏原為平民，地位又高並無謀反可能，益州有禍，廣漢這邊也當憂，而張弘小豎，百姓都不願意歸附他」，建議王濬應當討伐張弘，王濬想先向朝廷上報，批准後再討伐，李毅認為殺主賊利於社稷，先斬後奏比較適當，王濬認可其想法，於是與李毅、滿泰前去平亂，將張弘斬殺，屠殺張弘三族。